# Ecce Homo (Bergrennen)
Koordinaten: 49° 43′ 36,4″ N, 17° 18′ 11″ O

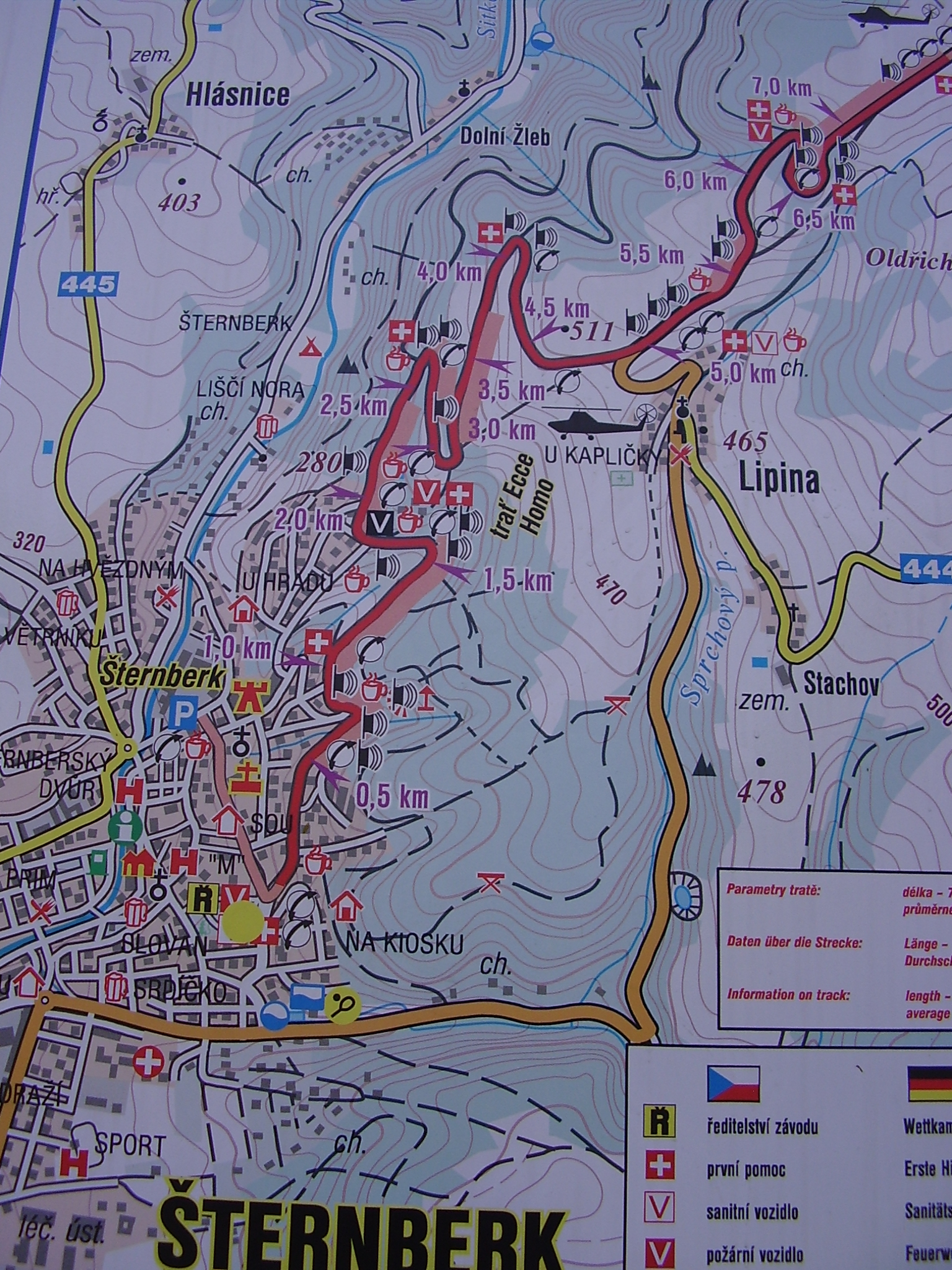
Skizze des Streckenverlaufs

Ecce Homo ist eines der bekanntesten Bergrennen in Tschechien und wird auf der Straße von Šternberk nach Bruntál im Niederen Gesenke (ganz an dessen westlichem Rand) in den Ostsudeten ausgetragen. Die Bezeichnung rührt von einer oder mehreren Statuengruppen Jesu Christi her, die der Straße und dem Gipfelberg den Namen gaben.

## Geschichte
Die Strecke wurde 1905 zum ersten Mal befahren, danach 1907, 1914 und von 1921 durchgehend bis 1930. Weitere Einzelrennen fanden 1933, 1936, 1937 und 1948 statt. 1951 begann wieder eine kleine Serie bis 1958, mit Pause 1956. Seit 1971 fand das Rennen in jedem Jahr statt, 2009 zum 60. Mal. Ecce Homo ist damit eines der traditionsreichsten Bergrennen in Europa. Seit 1981 zählt es regelmäßig zur Europa-Bergmeisterschaft (EBM).

Am Gipfel wurde schon im Jahr 1625 eine Holzfigur aufgestellt. Im Jahr 1710 wurde sie durch eine Steinstatue ersetzt, die zuletzt im Jahr 1845 repariert wurde.

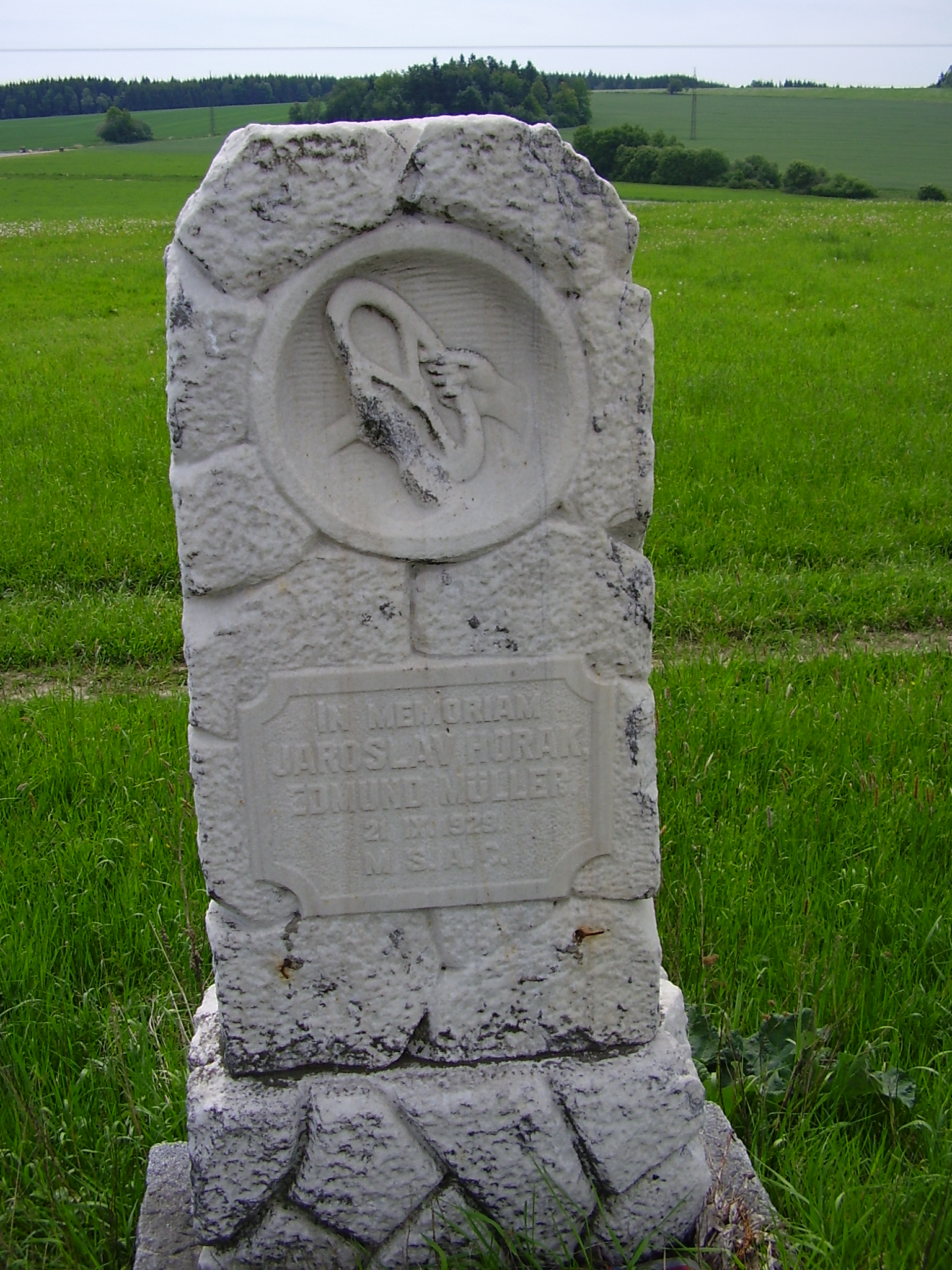
Gedenkstein im Zielbereich

 Heute steht im Zielbereich nur ein Gedenkstein für tödlich verunglückte Rennfahrer. Auch in einer der Haarnadelkurven ist privat eine Tafel angelegt, die an andere Rennfahrer erinnert.

## Streckendaten

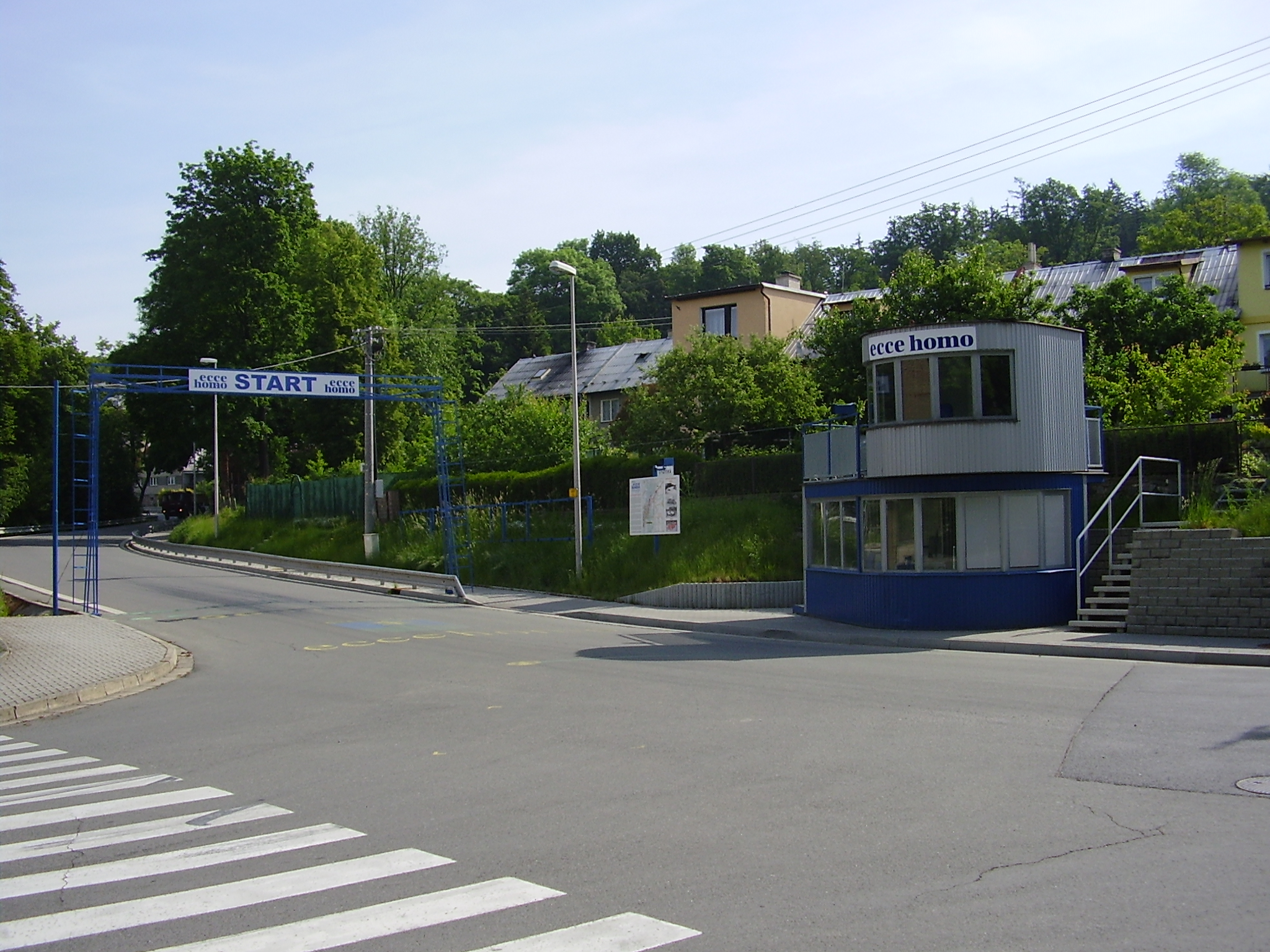
Start

Grundparameter der Strecke: Streckenlänge: 7800 m für das eigentliche Bergrennen. Die Streckenbreite beträgt minimal 7 m. Der Startpunkt liegt auf der Straße „Sadova“ bei Einmündung der Straße „Opavska“ in 301 m ü. d. M. Hier ist ein fest installiertes Starterhaus aufgebaut, wie es sonst nur auf Rundkursen zu finden ist. Bei einer durchschnittlichen Steigung von 3,9 % (ein ziemlich niedriger Wert) und einer maximalen Steigung von 4,3 % liegt das Ziel auf einer Seehöhe von 608 m.
Die Strecke folgt der Sadova-Straße etwa 2 km durch den Ort, wobei langsame und mittelschnelle Kurven überwiegen. Dann folgt sie der Landesstraße 44423 zur Nationalstraße R 46 knapp oberhalb von Lipina, wo eine separate Anbindung, die dem normalen Verkehr nicht zur Verfügung steht, in die wesentlich breitere Nationalstraße R 46 einmündet. In diesem Streckenteil wechseln schnelle gerade Abschnitte mit Haarnadelkurven ab.
Die Strecke ist in 15 nummerierte Sektionen unterteilt, die von extra eingesetzten Streckenposten beobachtet werden. Wenn ein Fahrer es wünscht (z. B. im Falle einer Behinderung durch Zuschauer oder andere Teilnehmer), kann er mit eigens eingerichteten Telefonen mit diesen speziellen Stewards Kontakt aufnehmen. Die Zahl der allgemeinen Streckenposten (Flaggenposten) ist aber wesentlich höher.

## Rekorde
Der absolute Rekord für einen im Rennen gefahrenen Einzellauf liegt bei 2:45,630 Minuten, was einer Durchschnittsgeschwindigkeit von 169,53 km/h entspricht. Er wurde von dem Italiener Simone Faggioli auf einem Osella FA30-Zytek im Jahr 2012 aufgestellt. Den Tourenwagenrekord stellte 2007 der Österreicher Felix Pailer auf einem Lancia Delta Integrale auf; er fuhr die Strecke in 3:21,44 Minuten.

## Entwicklung des Streckenrekords
| Jahr | Fahrer             | Fahrzeug                        | Zeit    | Ø-Geschwindigkeit |
| ---- | ------------------ | ------------------------------- | ------- | ----------------- |
| 1972 | Jaroslav Bobek     | Škoda Spider I                  | 4:16,4  | 109,516 km/h      |
| 1973 | Jaroslav Bobek     | Škoda Spider I                  | 4:08,2  | 113,135 km/h      |
| 1974 | Hans-Ruedi Wittwer | Brabham BT40 Formel 2           | 4:05,8  | 114,239 km/h      |
| 1975 | Hans-Ruedi Wittwer | Brabham BT40B Formel 2          | 3:44,8  | 124,911 km/h      |
| 1976 | Hans-Ruedi Wittwer | Brabham BT40B Formel 2          | 3:43,4  | 125,694 km/h      |
| 1977 | Peter Ernst        | Abarth Osella                   | 3:33,5  | 131,522 km/h      |
| 1978 | Dieter Kern        | Alpine A 364 Formel 2           | 3:29,9  | 133,778 km/h      |
| 1979 | Dieter Kern        | Alpine A 364 Formel 2           | 3:17,26 | 142,350 km/h      |
| 1982 | Walter Pedrazza    | PRC 00/82-F2                    | 3:10,25 | 147,595 km/h      |
| 1983 | Mauro Nesti        | Osella PA9-BMW                  | 3:09,91 | 147,860 km/h      |
| 1984 | Ruedi Caprez       | Martini MK32 F2                 | 3:06,86 | 150,273 km/h      |
| 1990 | Miroslav Adámek    | March 822-Audi Turbo CanAm      | 3:06,24 | 150,773 km/h      |
| 1992 | Andrés Vilarino    | Lola T298-BMW                   | 3:04,77 | 151,973 km/h      |
| 1993 | Andrés Vilarino    | Lola T298-BMW                   | 3:02,39 | 153,956 km/h      |
| 1999 | Lásló Szász        | Reynard 93D-Zytek F3000         | 3:01,18 | 154,984 km/h      |
| 2000 | Walter Leitgeb     | Reynard 95D-Fadewa F3000        | 2:58,03 | 157,726 km/h      |
| 2005 | Ander Vilarino     | Reynard 01L-Mugen Formel Nippon | 2:53,96 | 161,416 km/h      |
| 2009 | Simone Faggioli    | Osella FA30-Zytek               | 2:49,99 | 165,186 km/h      |
| 2010 | Simone Faggioli    | Osella FA30-Zytek               | 2:49,39 | 165,77 km/h       |
| 2011 | Simone Faggioli    | Osella FA30-Zytek               | 2:48,57 |                   |
| 2012 | Simone Faggioli    | Osella FA30-Zytek               | 2:45,63 |                   |

## Wertung
Es werden zwei Wertungsläufe durchgeführt, deren Zeiten addiert werden. Für den Streckenrekord zählt die schnellste gefahrene Zeit eines Einzellaufes.
Der Wettbewerb ist Bestandteil der
- Europa-Bergmeisterschaft, Kategorie I und Kategorie II
- FIA Historic Hill Climb Championship
- Nationale Bergmeisterschaft Tschechiens

- Internationale Bergmeisterschaft Tschechiens

- Historische Bergmeisterschaft Tschechiens

- Österreichische Staatsmeisterschaften Bergrennen

## Historisches Rennen
Das zu einem anderen Zeitpunkt durchgeführte Rennen mit ausschließlich historischen Fahrzeugen wird an derselben Stelle gestartet, endet aber schon an der oben erwähnten „Anbindung“ nach 4800 m Länge in 499 m ü. M. Im Rahmen des Hauptrennens wird die Teilnahme zum FIA Historic Hill Climb Championship gewertet.